# Boeing 221
Dimensions
Le Boeing 221 Monomail est un avion de ligne des années 1930, conçu initialement comme avion postal.

## Historique
Le tout premier appareil est connu comme Model 200 et ne sert qu'au transport de courrier. Une seconde version est développée pour le transport de passagers et est désignée comme Model 221. Comme pour la version précédente, seul un exemplaire est construit. Les deux avions sont par la suite reconvertis en Model 221A, pouvant transporter 8 passagers.